# Komunistyczna Partia Wielkiej Brytanii
Komunistyczna Partia Wielkiej Brytanii (język angielski: Communist Party of Great Britain) – brytyjska partia komunistyczna działająca w latach 1920–1991.

## Historia

### Początek partii
Komunistyczna Partia Wielkiej Brytanii została założona w 1920 jako brytyjska sekcja Międzynarodówki Komunistycznej. CPGB powstała z połączenia kilku mniejszych partii marksistowskich:
- British Socialist Party,
- Communist Unity Group,
- South Wales Socialist Societ,
- Communist Labour Party,
- Communist Party (BSTI)

Do partii dołączył także poseł na Sejm Cecil L'Estrange Malone.
Początkowo CPGB próbowała działać wewnątrz struktur Partii Pracy. Jednak mimo wsparcia znanych działaczy (np. lidera laburzystów, Jamesa Maxtona), Partia Pracy opowiedziała się przeciwko przynależności swoich działaczy do partii komunistycznej. Po odmowie afiliacji, CPGB zachęcała swoich członków do przyłączenia się do Labour Party indywidualnie. Kilku komunistów stało się więc kandydatami Partii Pracy w wyborach powszechnych w 1922, Shapurji Saklatvala i Walton Newbold uzyskali mandaty parlamentarne.
1924 rok upłynął pod znakiem afery związanej z listem Zinowiewa, z którego wynikało, że partia komunistyczna w Wielkiej Brytanii prowadziła działalność wywrotową wewnątrz krajowych sił zbrojnych, list okazał się sfałszowany, a afera była najprawdopodobniej dziełem SIS (MI6) lub rosyjskich białych. Partia uczestniczyła w strajku generalnym w 1926, w jego wyniku wiele osób związanych z komitetem centralnym CPGB trafiło do więzień. Dwunastu działaczy zostało oskarżonych o „obrazoburczy spisek”. Pięciu trafiło do więzienia na rok, a pozostali na sześć miesięcy. Rezultatem strajku był znaczny wzrost członków partii na terenach górniczych na przełomie lat 1926 i 1927. CPGB starała się rozwijać rewolucyjne związki zawodowe, mające rywalizować z Kongresem Związków Zawodowych. Spotkało to się jednak z brakiem sukcesu, choć niewielka garstka "czerwonych" związków powstała, wśród nich górnicze związki w Szkocji i we wschodnim Londynie. Jednym z „aktywnych” komunistycznych związkowców był Arthur Horner, przywódca walijskich górników.
Po zwycięstwie Hitlera w Niemczech, w łonie Kominternu narodził się pomysł utworzenia Frontu Ludowego. Politykę tę uzasadniano tym, że faszyzm był głównym zagrożeniem dla ruchu robotniczego, musiało więc dojść do sojuszu wszystkich sił antyfaszystowskich. W Wielkiej Brytanii polityka ta wyrażała się poprzez starania CPGB o sojusz z Partią Pracy. W 1935 Willie Gallacher został wybrany do parlamentu z ramienia partii komunistycznej. Gallacher został wybrany z okręgu w West Fife w Szkocji, w regionie znanym z rozwoju górnictwa węgla kamiennego. W 1930 CPGB krytykowało konserwatywny rząd za politykę ustępstw wobec nazistowskich Niemiec i faszystowskich Włoch. Na ulicach członkowie partii odgrywali wiodącą rolę w walkach przeciwko Unii Faszystowskiej pod wodzą Oswalda Mosleya, faszystowskie bojówki próbowały naśladować nazistów w antysemickich działaniach w Londynie i innych dużych miastach brytyjskich.

### Po wybuchu wojny
Z początkiem II wojny światowej w 1939, CPGB początkowo nadal wspierała walkę na dwóch frontach (wobec Chamberlaina w kraju i faszyzmu za granicą). Jednak dzięki bezpośredniej interwencji Międzynarodówki Komunistycznej (zapoczątkowanej przez Stalina), polityka ta została szybko zmieniona w zgodzie z innymi partiami komunistycznymi; prowadzono kampanie na rzecz pokoju, opisując wojnę jako imperializm po obu stronach, wobec którego klasa robotnicza powinna być opozycyjna. Przeciwni tej polityce byli Harry Pollitt i JR Campbell, redaktor The Daily Worker, obaj zostali zwolnieni ze swoich obowiązków w październiku 1939. Pollitt został zastąpiony przez Palme Dutt. Od 1939 do 1941 CPGB był bardzo aktywny we wspieraniu strajków i potępianiu rządu za jego udział w wojnie.
Jednak, gdy w 1941 hitlerowskie Niemcy zaatakowały Związek Radziecki, CPGB poparła udział Wielkiej Brytanii w wojnie przeciwko Rzeszy, uznając że wojna ta jest toczona między faszyzmem a Związkiem Radzieckim. Pollitt został przywrócony do swojej dawnej pozycji jako sekretarz partii. Partia poparła Rząd Narodowy, kierowany przez Winstona Churchilla i Klemensa Attlee. Patriotyczna postawa CPGB doszła aż do tego stopnia, że w 1943 w wyborach w Cardiff partia wspierała kampanię na rzecz kandydata Partii Konserwatywnej przeciwko Fenner'owi Brockway, kandydatowi Niezależnej Partii Pracy. Partia atakowała strajkujących w czasie wojny pracowników jako „agentów trockistowskich”.
W 1945 w wyborach parlamentarnych partia komunistyczna otrzymała 103.000 głosów, a dwóch komunistów zostało wybranych do parlamentu, jednym z nich był Gallacher, drugim Phil Piratin, który wygrał w Mile End w londyńskim East Endzie. Komunistyczni deputowani stracili jednak swoje mandaty w 1950. Członkostwo w partii osiągnęło w 1943, 60.000. Pomimo poparcia ze strony intelektualistów, liczba ta nie była imponująca w porównaniu z innymi partia komunistycznymi w Europie Zachodniej. Partia próbowała, bezskutecznie zawrzeć sojusz z Partią Pracy w 1935, 43 i 46. W 1951 partia wydała program o nazwie "Brytyjska droga do socjalizmu" (oficjalnie przyjęty na 22. Kongresie w kwietniu 1952), która wyraźnie opowiadała się za możliwością pokojowego przejścia do socjalizmu, drogą reformatorską.
Śmierć Stalina w 1953 roku i powstanie w Niemczech Wschodnich w tym samym roku miało niewielki bezpośredni wpływ na CPGB, ale były one zapowiedzią tego, co miało nadejść. Ważniejszy był "tajny referat" Chruszczowa na 20. Zjeździe Komunistycznej Partii Związku Radzieckiego, w którym potępił Stalina. CPGB wówczas doświadczyło największej w historii straty członków w wyniku, bezpośrednią przyczyną tak drastycznego osłabiania partii było powstanie węgierskie 1956 roku.

### Okres po 1956

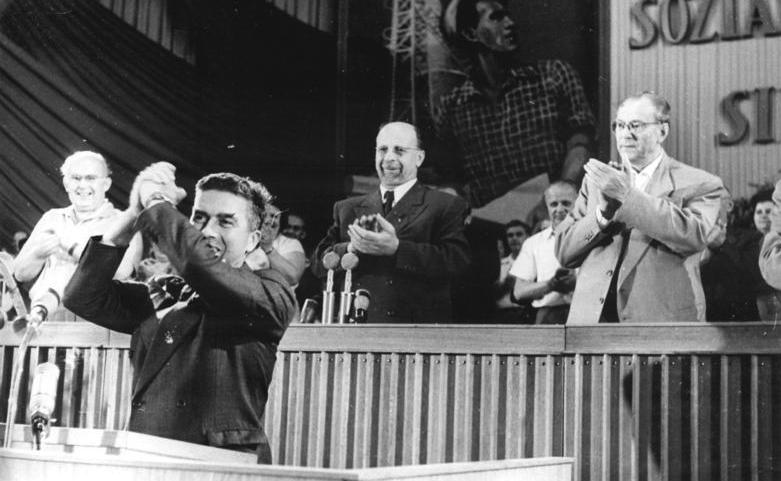
William Alexander na V Kongresie SED

William Alexander, reprezentując Biuro Polityczne CPGB uczestniczy na Prezydium V Kongresu Socjalistycznej Partii Jedności Niemiec, w Berlinie, 16 lipca 1958. Wysiłki na rzecz utworzenia bazy wyborczej wielokrotnie zawiodły. Zachowały się jednak miejsca w radach lokalnych rozsianych po Wielkiej Brytanii, przedstawicielem CPGB w parlamencie w Izbie Lordów, był Wogan Philipps.
Międzynarodowy podział między Moskwą i Pekinem w 1961 doprowadził do podziałów w partii, grupa pro-chińska była jednak stosunkowo niewielka. Pro-chińscy rozłamowcy utworzyli ugrupowanie pod nazwą Committee to Defeat Revisionism, for Communist Unity. Ta grupka opuściła CPGB w 1963. McCreery stojący na czele grupy zmarł w 1965 w Nowej Zelandii. Kolejną antyrewizjonistyczną grupą wewnątrz brytyjskie ruchu komunistycznego była Communist Party of Britain (Marxist–Leninist) która początkowo popierał politykę Chińskiej Republiki Ludowej. W lutym 1974 w wyborach powszechnych w Dunbartonshire Central, kandydat komunistów Jimmy Reid zdobył prawie 6.000 głosów.
W 1991, kiedy upadł Związek Radziecki, eurokomuniści zdominowali kierownictwo CPGB, postanowili wówczas rozwiązać partię. Utworzyli polityczny think tank „Democratic Left” (Demokratyczna Lewica). Niektórzy szkoccy członkowie CPGB utworzyli Komunistyczną Partię Szkocji. Trzy lata wcześniej grupa działaczy sprzeciwiających się eurokomunizmowi utworzyła Komunistyczną Partię Brytanii (CPB).